# スイスのロビンソン
『スイスのロビンソン』（ドイツ語：Der Schweizerische Robinson）は、スイスのヨハン・ダビット・ウィースによる児童文学作品。英語など諸外国語版では『スイスの家族ロビンソン』という題で知られているもので、ダニエル・デフォーの有名な『ロビンソン・クルーソー』を下敷きとした二次創作の物語である。
本作を原作とした映画『スイスファミリーロビンソン』がある。この本は、ロビンソン・クルーソーの成功に応えて書かれた多数の「漂流小説」の中で最も成功したものである。それは多くのバージョンと適応を経てきている。

## 物語の誕生
スイスのベルンの町の牧師であったヨハン・ダビット・ウィース（1743年 - 1818年）が、この物語を1794年 - 1798年の時期に執筆し、それを自分の子供たちに話して聞かせたのがその最初のものである。彼の子どもの1人ヨハン・ルドルフ・ウィース（1782年 - 1830年）がそれをまとめて出版した。
『スイスのロビンソン』の初版は、1812年に『スイスのロビンソン、あるいは難破したスイスの宣教師とその家族。町でも田舎でも子どもたちと子ども好きな人たちにとって教訓的な本』という副題をつけて出版され、全2巻で4部構成になっていた。当初、この物語は教訓本と冒険物語のない交ぜになったものであった。この版では、読者は赤道直下の太陽について、あるいは鯨やその他の動物についてさまざまなことを知ることが出来る、といった類のものになっていた。
この本は当初の版のままでは、増刷しても売れ行きは見込み薄ということで、数多い脱線部分は切り詰め、今日の版に見られるようなさまざまな加筆と編集が行われた。
映画やテレビの劇場版では通常、家族の名前は「ロビンソン」だが、スイスの名字ではない。ドイツ語のタイトルは、ロビンソンという名前の家族についての物語ではなく、ロビンゾナーデ(ロビンソンもの)のジャンルの一部として小説を識別するスイスロビンソンとして解釈されている。

## 物語
一家は、牧師であり冒険譚の語り手である父親と、母親、そして4人の男の子たち、16歳のフリッツ、14歳のエルンスト(もしくはアーネスト)、12歳のヤコブ{もしくはジャック)、9歳のフランツと2匹のブルドッグ、チュルクとビルからなる。彼らは帆船でオーストラリアに行く途中で難破し、座礁した船から荷物や動物たちと一緒に避難して、漂流物につかまり、南海の孤島にたどりつく。
そこで彼らは、ありあわせの道具と島の中で見つけられたものを使って、島を探検したり、手に入ったものを何とか活用しようとする。こうして家族は家をつくり、狩りや魚釣りをし、質素だが快適な生活を営んでいくのである。10年間を経て、イギリスの船が遭難し、ジェニーがロビンソン家の人たちのいる島に漂着し、家族の一員となる。しばらくして、イギリスの船が島にやってくる。両親は子供達の一部とこの島「新スイス」に留まり、ここで年を重ねていく決心をする。ジェニー、フリッツ、そしてフランツは、家族と別れてヨーロッパに戻るため旅立っていく。

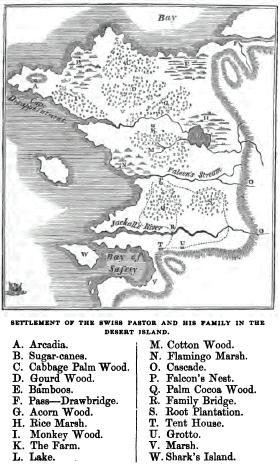
"新スイス"の地図

## 登場人物
この本の主な登場人物（イザベル・ド・モントリューの翻案と続きを含む）は次のとおりである。
- 牧師 – 一家の家長。彼は物語の語り手であり、家族を率いている。彼は家族が出くわすほとんどすべてについての膨大な量の情報を知っており、勇気と自立を示している。
- エリザベス – 家族の愛情深い母親。彼女は頭が良くて機知に富んでいて、船を出る前から、縫製材料や食用作物の種などの物資が入った「魔法の鞄」を持って武装している。彼女はまた、非常にレパートリーの幅の広い料理人であり、ヤマアラシのスープからローストペンギンまで何でも調理する。
- フリッツ –  4人の男の子の中で最も年長で、彼は15歳。フリッツは頭がいいが衝動的。彼は最強であり、多くの探索で父親に同行する。
- アーネスト – 男の子の中で2番目に年長で、彼は13歳で。アーネストは最も知的な男の子だが、身体的に活発ではなく、父親から「おとなしすぎ」とよく言われる。しかし、フリッツのように、彼にも素晴らしい場面がある。
- ジャック – 男の子の中で3番目に年長の11歳。彼は思慮深くなく、大胆で、快活で、グループの中では最も素早い行動力を持つ。
- フランツ（フランシスと訳されることもある）– 少年の末っ子で、物語が始まるとき、彼は8歳。彼は通常母親と一緒に家にいる。
- ターク – 家族のイギリスの犬。
- ユーノ - 家族のデンマークの犬。
- ニップ (KnipsとかNipsとも呼ばれる) - 彼らの犬タークとユーノの後、拾われた孤児の猿が彼の母親を殺した。家族は有毒な果物をテストするのに彼を使う。
- 牙 - 家族によって飼いならされたジャッカル。

小説では、家族の名字が記載されていないため、家族は「ロビンソン」とは呼ばれていない。しかし、1900年に、ジュール・ヴェルヌは、『旗の漂流者』（別名、セカンドファーザーランド）を出版し、元の難破船を再訪した。この続編では、元の島での家族の最後の年の、家族はツェルマットと呼ばれている。

## 文献
- 現在出版されているドイツ語版 "Der Schweizerische Robinson" は、378ページある。 ISBN 3-280-00797-6
- 日本語訳
  - 犬田卯 訳『新ロビンソン』博文館、1922年
  - 齋藤公一 訳『新ロビンソン漂流記』金の星社、1934年
  - 清水暉吉 訳『家族ロビンソン』東京朝日新聞社、1940年
    - 清水暉吉 訳『家族ロビンソン』小学館、1962年

  - 宇多五郎 訳『スイスのロビンソン』岩波文庫、（上巻）1950年・（下巻）1952年
  - 阿部知二 訳『家族ロビンソン』講談社、1952年
  - 小川超 訳『スイスのロビンソン』学習研究社、1977年
  - 塩谷太郎 訳『家族ロビンソン漂流記』講談社、1981年

## 関連作品
- 映画
  - 『絶海の危難（英語版）』（1925年、ユニバーサル・ピクチャーズ製作、ボリス・カーロフ ほか出演）[2]
  - 『新ロビンソン漂流記（英語版）』（1940年、RKOラジオ・ピクチャーズ製作、トーマス・ミッチェル主演、オーソン・ウェルズ ナレーション）[2]
  - 『スイスファミリーロビンソン』（『南海漂流』）（1960年、ディズニー製作、ジョン・ミルズ、ドロシー・マクガイア、早川雪洲 ほか出演）[2]
- テレビドラマ
  - 『Swiss Family Robinson』（1974年のカナダのテレビシリーズ）
  - 『Swiss Family Robinson』（1975年にABCで放送されたテレビシリーズ。マーティン・ミルナー主演、ヘレン・ハント ほか出演）
  - 『ロビンソン一家漂流記』（1998年にニュージーランドで製作されたテレビシリーズ）
  - 『The New Swiss Family Robinson』（1998年のアメリカのテレビ映画。ジェーン・シーモア、デヴィッド・キャラダイン出演）[3]
- TVアニメ
  - 『家族ロビンソン漂流記 ふしぎな島のフローネ』（日本アニメーション / フジテレビ、1981年1月4日 - 12月17日）
子供が2男1女（フローネと兄のフランツ、弟のジャック）であるなど、かなりアレンジされている。